# Desire (álbum de Bob Dylan)
Desire es el decimoséptimo álbum de estudio del músico estadounidense Bob Dylan, publicado por la compañía discográfica Columbia Records en enero de 1976. Fue uno de los mayores esfuerzos colaborativos de Dylan, que incluyó el mismo personal que participó en su gira Rolling Thunder Revue un año antes y posteriormente documentada en The Bootleg Series, Vol. 5. Varias de las canciones, la mayoría coescritas con Jacques Levy, incluyeron también la colaboración de las coristas Emmylou Harris y Ronee Blakley, y dos de ellas generaron cierta controversia: «Joey», vista como una alegoría del gánster «Crazy Joey» Gallo, y «Hurricane», tema que narra la acusación de homicidio contra el boxeador Rubin Carter, a quien Dylan defiende.
Como sucesor de Blood on the Tracks, Desire fue bien recibido por la prensa musical y estuvo en el primer puesto en la lista estadounidense Billboard 200 durante cinco semanas, convirtiéndose en uno de los álbumes con mayores ventas en la carrera musical de Dylan. En el Reino Unido, el álbum llegó al puesto tres de la lista de discos más vendidos. Fue también certificado como doble disco de platino por la RIAA al superar los dos millones de copias vendidas en los Estados Unidos y obtuvo el primer puesto en la lista de álbumes del año elaborada por la revista NME. Además, Rolling Stone situó a Desire en el puesto 174 de la lista de los 500 mejores álbumes de todos los tiempos.

## Contexto
Desire fue publicado entre dos etapas de la gira Rolling Thunder Revue. En 1975, Dylan tenía una amplia experiencia en tocar con varias bandas, pero estos grupos se reunieron con otros. En el caso de The Hawks, posteriormente conocidos como The Band, el grupo había tocado durante varios años antes de haber conocido a Dylan.
La idea de Dylan de formar su propia banda, más tarde conocida como The Rolling Thunder Revue, surgió cuando vio a Patti Smith y a su grupo tocando en The Other End el 26 de junio de 1975. Por la época, Smith aún no había grabado un disco, pero estaba atrayendo la atención de la prensa y la industria musical. Según el biógrafo Clinton Heylin, estos fueron sus primeros conciertos con el batería Jay Dee Daugherty, la culminación de cuatro años que pasó «compilando un sonido de rock and roll único». Según Smith, Dylan quedó inmediatamente impresionado por la química entre Smith y su banda, y expresó su deseo de que quería estar con una sola banda.
Dylan pasó varias noches durante las dos siguientes semanas, en el Greenwich Village de Nueva York y en The Other End en particular, se reunió con Rob Stoner y se familiarizó con Bob Neuwirth. Stoner se unió más tarde a su Rolling Thunder Revue, y Dylan conoció a los restantes miembros a través de Neuwirth. Según Smith, Dylan estaba pensando en la improvisación y extendiéndose hacia un «lenguaje sabio».

## Grabación

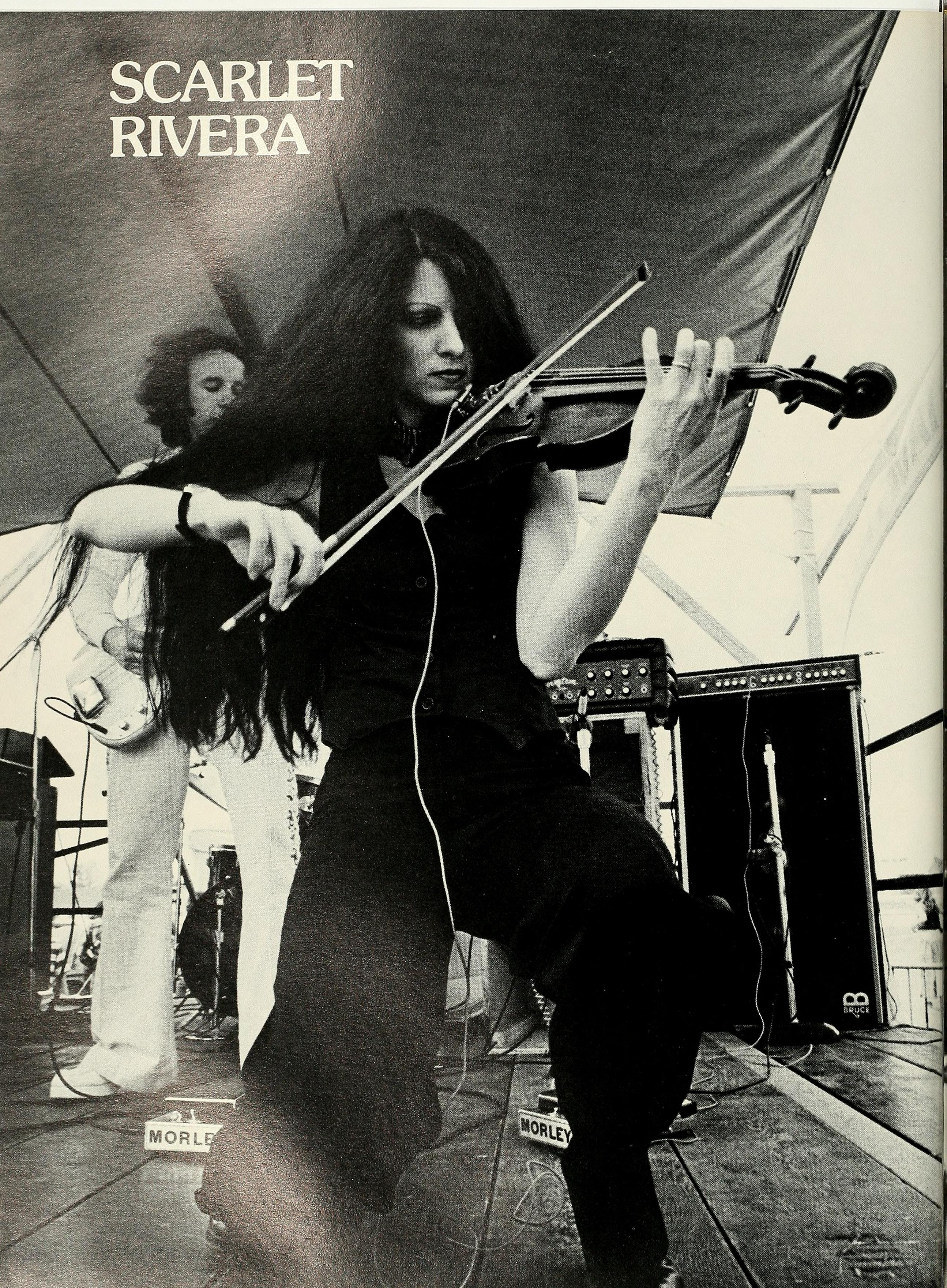
Rivera tocando el violín

Alrededor de la época de sus primeras reuniones con Smith y Stoner, Dylan comenzó a trabajar en varias canciones nuevas y finalizó al menos una de ellas, titulada «Abandoned Love». A continuación, en algún momento de finales de junio, mientras conducía alrededor de Greenwich Village. Dylan vio a Scarlet Rivera caminando con su violín en la maleta. Dylan paró para conversar con ella y la invitó a su estudio, donde pasó la tarde tocando en varias nuevas canciones. Tal y como comentó Rivera en una entrevista: «Si hubiera cruzado la calle segundos antes, nunca hubiera ocurrido». Según Rivera, «One More Cup of Coffee», «Isis» y «Mozambique» fueron ensayadas con Dylan a la guitarra y Rivera al violín. A medida que los ensayos progresaban, Dylan intentó tocar varias canciones al piano y experimentó con diferentes claves en el proceso. Poco después, Dylan pidió a Rivera que se uniera a él para grabar su siguiente álbum.
A mediados de julio, Dylan tenía en mente el concepto de la Rolling Thunder Revue. Según Don DeVito, representante de Columbia Records, la posibilidad de formar una banda y salir de gira por los Estados Unidos tocando conciertos sin anuncio previo estaba siendo discutido en aquel momento. Mientras tanto, la asociación compositiva de Dylan con Jacques Levy continuó creciendo. Jacques Levy era entonces conocido por «Chestnut Mare», una colaboración con Roger McGuinn que supuso uno de los últimos éxitos de The Byrds. Dylan había conocido a Levy la primavera anterior, pero volvieron a reencontrarse en The Other End.
Una noche, Dylan se reunió con Levy en su loft y le mostró un primer esbozo de «Isis». Según Levy, «Isis» comenzó como un «canto fúnebre lento», diferente de todo lo que había oído antes, que a su juicio le dio la apariencia de disponer al oyente «a oír una larga historia». Cuando Dylan tocó por primera vez «Isis», los dos comenzaron a trabajar juntos. Según Levy, fue una asociación compositiva agradable, con Levy escribiendo palabras y Dylan contribuyendo con ideas. La sesión duró hasta primeras horas de la mañana, después de lo cual Dylan y Levy fueron a The Other End. Dylan leyó la letra a la multitud reunida con reacciones favorables. La asociación llevó a escribir «Hurricane» y otras canciones que aparecieron en Desire.
Dylan llevó a cabo una primera sesión de grabación el 14 de julio y registró dos canciones: «Joey», una balada sobre el gánster Joey Gallo, y «Rita Mae», una corta canción sobre la escritora Rita Mae Brown. En ese momento, la Rolling Thunder Revue aún no se había formado. Los músicos que participaron en la sesión incluyeron a Dave Mason Band, Scarlet Rivera (el único futuro miembro de la Rolling Thunder Revue que participó en esta sesión) y un número de músicos de sesión. Decepcionado con los resultados, la sesión alentó a Dylan a formar su propia banda para su próximo álbum. Tras la sesión, Dylan y Levy volvieron a trabajar en sus canciones. Según Levy, ambos trabajaron en un total de catorce canciones durante un periodo de tres semanas, pero en realidad solo terminaron la mitad de esa cifra en catorce días. En total, el dúo terminó en escribir las canciones de Desire en menos de cuatro semanas,
Dos semanas después de la primera y fallida sesión, Dylan volvió al estudio E el 28 de julio con aproximadamente 21 minutos a su disposición. Según los registros, el proceso de grabación fue azaroso. Dylan estaba decidido a grabar las canciones en directo dentro del propio estudio, mientras que la inexperiencia del productor Don DeVito le llevó a «apilar» instrumentos en las cintas multipista, lo que hizo virtualmente imposible remezclar correctamente cualquiera de las canciones o sobregrabar cualquier acompañamiento. Neil Hubbard, presente en el estudio, sintió que había demasiados músicos presentes y que la sesión carecía de liderazgo. Eric Clapton, uno de los cinco guitarristas en el estudio, recordó más adelante que Dylan parecía estar buscando una oportunidad para trabajar con nueva gente que había conocido, aunque sintió que estaba incómodo tocando canciones personales con un gran grupo presente, y salió de la sesión después de asesorar a Dylan par que utilizase una banda más pequeña. Otros músicos presentes en la sesión fueron Rob Stoner, Emmylou Harris y el grupo Kokomo. Muchos de ellos comentaron después sus frustraciones sobre la grabación de Desire, que fue, en la opinión de muchos músicos profesionales, un proceso bastante caótico.
Al día siguiente, Dylan volvió al estudio E de Columbia Recording Studios con aproximadamente la mitad de los músicos, conservando a Stoner, Rivera, Harris, Hugh McCracken y Vinnie Bell, así como el saxofonista Mel Collins y el percusionista Jody Linscott de Kokomo. En esta ocasión, Dylan logró grabar una toma utilizable de «Oh, Sister», pero el resto de la sesión fue descartado. 
La noche del 30 de julio, Dylan volvió a entrar en el estudio con un grupo todavía más reducido: Stoner, Rivera, Harris y el batería Howie Wyeth. En su mayoría, este grupo de músicos formó el núcleo de la Rolling Thunder Revue. La diferencia se hizo evidente al comienzo de la sesión, cuando Dylan consiguió grabar una versión aceptable de «Isis» en la primera toma. Dylan y Stoner se mostraron complacidos con la sesión, y Stoner sugirió que el sonido más íntimo era mucho más cercano al del álbum. Cinco de las nueve canciones de Desire fueron grabados ese día, así como una versión lenta de «Isis», la toma maestra original de «Hurricane» y la canción «Golden Loom», publicada en 1991.
La noche siguiente, Dylan celebró otra sesión en la que grabó tres canciones, entre ellas la toma principal de «Isis», «Abandoned Love» y «Sara». La esposa de Dylan, Sara, sujeto de la canción homónima, también lo acompañó en la sesión.

## Canciones descartadas
Las sesiones de Desire produjeron una serie de canciones descartadas:
- «Abandoned Love». Escrita desde el punto de vista de alguien «desesperado, aislado y perdido», Dylan estrenó «Abandoned Love» en directo durante una actuación improvisada en The Other End el 3 de julio. Clinton Heylin escribió que la canción sugiere una mayor confianza en sí mismo como artista que ha regresado, aunque aun enfrentando problemas en su matrimonio. Originalmente planeado para incluirse en Desire, fue sustituido por «Joey», y no fue publicado hasta el lanzamiento en 1985 del recopilatorio Biograph. Su primera y única actuación en directo en The Other End circula en varios bootlegs entre coleccionistas.

- «Rita Mae», un homenaje a la escritora Rita Mae Brown, fue publicada solo como sencillo. Fue versionada por Jerry Lee Lewis en su álbum homónimo publicado en 1979.

- «Catfish», un homenaje al lanzador de béisbol Jim Hunter, fue publicado en el recopilatorio  The Bootleg Series Volumes 1-3 (Rare & Unreleased) 1961-1991 en 1991.

- «Golden Loom», otro descarte de las sesiones, fue también publicado en The Bootleg Series Volumes 1-3 (Rare & Unreleased) 1961-1991.

## Recepción
Tras su publicación, Desire obtuvo en general buenas críticas de la prensa musical. El periodista David Marsh lo definió como «uno de los dos mejores discos que Dylan ha hecho desde John Wesley Harding» y le otorgó cuatro sobre un total de cinco estrellas en el libro The Rolling Stone Record Guide. Por otra parte, Stephen Thomas Erlewine comentó en Allmusic: «El disco fue asistido por un conjunto de canciones más coherente. Hay algunas obras maestras aquí. "Hurricane" es la más conocida, pero "Sara" es Dylan en su momento más abiertamente emocional, y "Isis" es una de sus mejores canciones de la década de 1970, un giro hipnótico contemporizado en una fábula clásica. Esto puede no construir una obra maestra, pero sí da lugar a uno de sus registros más fascinantes de los años 70 y 80. Más intrigante, lírica y musicalmente, que la mayoría de sus más recientes negocios».
No obstante, otros críticos se mostraron menos impresionados con el álbum: Robert Christgau escribió que, «a pesar de la franca propaganda y la astuta musicalidad de "Hurricane" me deleitó durante mucho tiempo, la engañosa trivialidad de su pieza acompañante "Joey" me tienta a cuestionar la inocencia inmaculada de Rubin Carter». Christgau también cuestionó su calificación como canción protesta y reflexionó que las canciones de Dylan sobre «héroes oprimidos» pueden ser un reflejo de los propios sentimientos de Dylan en el momento. Sin embargo, Desire obtuvo suficiente apoyo crítico para ser considerado el 26º mejor álbum de 1976 en la encuesta Pazz & Jop, elaborada por la prensa musical para la revista Village Voice. En 2003, la revista Rolling Stone situó a Desire en el puesto 174 de la lista de los 500 mejores álbumes de todos los tiempos.
A nivel comercial, Desire se convirtió en el tercer álbum de estudio de Dylan, después de Planet Waves y Blood on the Tracks, en alcanzar la primera posición de la lista estadounidense Billboard 200, así como el primero en llegar al primer puesto de la lista de discos más vendidos en Australia. En el Reino Unido, el álbum alcanzó la tercera posición de la lista UK Albums Chart, la mejor posición para un trabajo de Dylan desde el lanzamiento de New Morning en 1970. Desire fue también uno de los trabajos discográficos con mejores ventas en la carrera musical de Dylan: fue certificado como doble disco de platino por la RIAA al superar los dos millones de copias vendidas en los Estados Unidos, mientras que en el Reino Unido obtuvo una certificación de disco de oro.
Entre el fin de la grabación de Desire y su lanzamiento, Dylan se embarcó en una primera etapa de la gira Rolling Thunder Revue. Durante la gira, que recibió bastante cobertura mediática, Dylan estrenó canciones de Desire además de reinterpretar canciones del pasado. La Rolling Thunder Revue también se amplió con músicos invitados como Mick Ronson, Roger McGuinn, Joni Mithcell y Joan Baez, que no solo formaron parte del grupo sino que también ofrecieron partes del concierto en solitario. Bruce Springsteen fue también invitado a formar parte del grupo, pero declinó cuando Dylan le informó de que no podía utilizar la E Street Band para respaldarlo.
Entre septiembre y noviembre de 1975, y a pesar de que los conciertos de la gira fueron bien recibidos por público y crítica, Dylan también produjo Renaldo and Clara, un largometraje que obtuvo malas reseñas de la prensa musical. La primera etapa de la gira fue posteriormente documentada en el recopilatorio The Bootleg Series Vol. 5: Bob Dylan Live 1975, The Rolling Thunder Revue.

## Lista de canciones
Todas las canciones escritas y compuestas por Bob Dylan y Jacques Levy excepto donde se anota. 
| Cara A |                                         |              |          |  |
| N.º    | Título                                  | Escritor(es) | Duración |  |
| 1.     | «Hurricane»                             |              | 8:33     |  |
| 2.     | «Isis»                                  |              | 7:00     |  |
| 3.     | «Mozambique»                            |              | 3:00     |  |
| 4.     | «One More Cup of Coffee (Valley Below)» | Bob Dylan    | 3:43     |  |
| 5.     | «Oh, Sister»                            |              | 4:05     |  |

| Cara B |                      |              |          |  |
| N.º    | Título               | Escritor(es) | Duración |  |
| 1.     | «Joey»               |              | 11:05    |  |
| 2.     | «Romance in Durango» |              | 5:50     |  |
| 3.     | «Black Diamond Bay»  |              | 7:30     |  |
| 4.     | «Sara»               | Bob Dylan    | 5:29     |  |

## Personal
- Bob Dylan: voz, guitarra rítmica, armónica y piano
- Scarlet Rivera: violín
- Howard Wyeth: batería y piano
- Dom Cortese: acordeón y mandolina
- Vincent Bell: bellzouki
- Rob Stoner: bajo y coros
- Emmylou Harris: coros
- Ronee Blakley: coros en "Hurricane"
- Steven Soles: coros en "Hurricane"
- Don DeVito: productor
- Don Meehan: ingeniero de sonido
- Lou Waxman: director de grabación
- Ruth Bernal: fotografía de portada
- Ken Regan: diseño del álbum
- John Berg: diseño de portada

## Posición en listas
| País           | Lista                   | Posición |
| -------------- | ----------------------- | -------- |
| Alemania       | Media Control Charts    | 11       |
| Austria        | Ö3 Austria Top 40       | 3        |
| Estados Unidos | Billboard 200           | 1        |
| Noruega        | VG-lista Top 40 Albums  | 4        |
| Nueva Zelanda  | New Zealand Music Chart | 3        |
| Países Bajos   | Mega Albums Top 100     | 1        |
| Reino Unido    | UK Albums Chart         | 3        |
| Suecia         | Albums Top 60           | 16       |

| Sencillo     | País           | Lista             | Posición |
| ------------ | -------------- | ----------------- | -------- |
| «Hurricane»  | Estados Unidos | Billboard Hot 100 | 33       |
| «Hurricane»  | Reino Unido    | UK Singles Chart  | 43       |
| «Mozambique» | Estados Unidos | Billboard Hot 100 | 54       |